# Киргистан на Светском првенству у атлетици у дворани 2004.
Киргистан је учествовао на 10. Светском првенству у атлетици у дворани 2004. одржаном у Будимпешти од 5. и 7. марта.
Репрезентацију Киргистана на његовом седмом учешћу на светским првенствима у дворани представљала је једна атлетичарка која се такмичила у трци на 60 м.
На овом првенству Киргистан није освојио ниједну медаљу нити је оборен неки рекорд.

## Учесници
Жене:
- Јелена Бобровска — 60 м

### Жене
| Атлетичарка      | Дисциплина | Лични рекорд | Квалификација | Квалификација | Полуфинале            | Полуфинале            | Финале                | Финале       | Детаљи |
| Атлетичарка      | Дисциплина | Лични рекорд | Резултат      | Место         | Резултат              | Место                 | Резултат              | Место        | Детаљи |
| ---------------- | ---------- | ------------ | ------------- | ------------- | --------------------- | --------------------- | --------------------- | ------------ | ------ |
| Јелена Бобровска | 60 м       | 7,28 НРд     | 7,64          | 5. у гр. 3    | Није се квалификовала | Није се квалификовала | Није се квалификовала | 31 / 34 (37) |        |